# Доменка
Доменка (каз. Доменка) — упразднённое село в Щербактинском районе Павлодарской области Казахстана. Входило в состав Сосновского сельского округа. Ликвидировано в 2005 г.

## Население
В 1989 году население села составляло 102 человека. По данным переписи 1999 года в селе проживал 71 человек (28 мужчин и 43 женщины).

## История
Колония Эбенталь была основана в 1907 г. немцами-переселенцами из Таврической и Екатеринославской губернии. В 1914 г. на волне борьбы с немецкими названиями переименована в Домнинку в честь дочери И. П. Забаровского — начальника I подрайона Павлодарского крестьянского переселенческого управления.